# My Boo (Lied)
My Boo ist ein Lied des US-amerikanischen Sängers Usher, das er zusammen mit der US-Sängerin Alicia Keys aufgenommen hat. Das Lied war die vierte Singleauskopplung aus Ushers viertem Studioalbum Confessions und wurde am 21. September 2004 von LaFace Records veröffentlicht. Das Lied erreichte in den Staaten Platz eins der Charts und wurde Ushers vierte Single aus seinem Album, welche dies gelang, für Keys war es ihr zweiter Nummer-eins-Hit nach dem erfolgreichen Fallin’ aus dem Jahr 2001.

## Hintergrund
Usher und Alicia Keys arbeiteten zuvor bereits auf der Remixversion von Keys Hit If I Ain’t Got You aus dem Jahr 2004 zusammen. Während der Produktion von Ushers viertem Album Confessions, dachten die Produzenten über einige Sängerinnen nach, die ihn bei einem Lied begleiten könnten, unter anderem stand auch Solange Knowles in der Wunschliste. Eine Demoaufnahme des Liedes, welche Usher zusammen mit Solange aufnahm, wurde im Internet veröffentlicht. Jedoch wird ihr Gesang häufig mit dem ihrer älteren Schwester Beyoncé verwechselt. Jermaine Dupri, welcher die vorherigen Nummer-eins-Hits für Usher schrieb, dachte jedoch an Alicia Keys als Sängerin und war sich sicher, sie und Usher würden gut zusammenarbeiten, außerdem waren Keys und Usher nach ihrer Zusammenarbeit auf der Remixversion befreundet, somit wurde schließlich Keys als Ushers Duettpartnerin ausgewählt.

## Inhalt
Das Lied wurde aus den Perspektiven von Keys und Usher geschrieben und handelt über ihre Beziehung in der Vergangenheit. Laut Dupri singen Usher und Keys darüber, wie ihre Liebe und Gefühle entstanden und wie sie darüber jetzt denken. Für Keys handelt das Lied über die erste Person, für die du wirkliche Gefühle empfunden hast. „Wenn du neue Personen kennenlernst, erinnerst du dich trotzdem immer noch an die erste Person, für welche du wirklich Gefühle empfunden hast, oder welche du wirklich geliebt hast.“

## Stil
My Boo ist ein typischer Contemporary R&B-Song mit Hip-Hop- und Slow-Jam-Einflüssen. Das Lied ist in der Vers-Chorus-Vers-Chorus Form aufgebaut. Usher beginnt die Einführung in das Lied, danach startet Keys mit ihrem Rap-Vers, Usher fungiert während Alicias Rap als Backgroundsänger und führt den ersten Vers anschließend zu Ende. Als Nächstes singt Keys den ersten Chorus und bringt das Lied in eine Dialogform. Sie singt auch noch den zweiten Vers und Usher folgt im Chorus, wo schließlich Keys den Backgroundgesang übernimmt. Danach wiederholt Keys nochmal ihren Chorus. Zum Ende des Liedes hin singen Usher und Keys zusammen und zum Schluss beendet Alicia das Lied mit der Wiederholung ihres Rapverses, mit dem sie das Lied am Anfang einleitete.

## Musikvideo
Das Musikvideo zu My Boo wurde von Usher und Chris Robinson in New York City gedreht. Dieses spiegelt den Inhalt des Liedes wider. Es beginnt in einem Wohnzimmer, wo Usher sich das Musikvideo zu seinem Lied Bad Girl ansieht. Kurze Zeit später schaltet er den Fernseher aus und legt sich auf die Couch. Nach einem kurzen Moment von Ruhe beginnt er mit der Einleitung des Liedes. Dann sieht man Usher und Alicia in verschiedenen Räumen, wo sie ihre Abschnitte des Liedes singen. Anschließend geht Usher auf die Straßen von New York und Keys fährt mit einem Auto, nach kurzer Zeit treffen sich beide und verlieben sich. Beide spazieren dann und gehen zusammen zum Times Square, wo sie sich kuscheln und umarmen, Gefühle zeigen und sich küssen. Am Ende gestehen sie ihre Liebe zueinander.
Das Musikvideo hatte seine Erstaufführung im US-amerikanischen Fernsehen am 16. September 2004.

## Rezeption

### Preise
Bei der Grammyverleihung 2005 war das Lied unter anderem in zwei Kategorien nominiert und gewann den Grammy als beste „R&B/Soul Single“.

### Rezensionen
Der Musikkritiker Azeem Ahmad von OMH Media kritisierte My Boo, da er das Lied als einen Wettbewerb zwischen Usher und Alicia Keys sah, wer am besten über den „R&B-Hip-Hop-Beat“ singt. Jon Caramanica von Rolling Stone bezeichnete das Duett als „angenehm“.

## Kommerzieller Erfolg

### Chartplatzierungen
| ChartsChartplatzierungen       | Höchstplatzierung | Wochen |
| ------------------------------ | ----------------- | ------ |
| Deutschland (GfK)              | 4 (15 Wo.)        | 15     |
| Österreich (Ö3)                | 29 (14 Wo.)       | 14     |
| Schweiz (IFPI)                 | 3 (28 Wo.)        | 28     |
| Vereinigte Staaten (Billboard) | 1 (26 Wo.)        | 26     |
| Vereinigtes Königreich (OCC)   | 5 (13 Wo.)        | 13     |

| ChartsJahrescharts (2004)      | Platzierung |
| ------------------------------ | ----------- |
| Deutschland (GfK)              | 92          |
| Schweiz (IFPI)                 | 57          |
| Vereinigte Staaten (Billboard) | 24          |

| ChartsJahrescharts (2005) | Platzierung |
| ------------------------- | ----------- |
| Schweiz (IFPI)            | 69          |

| ChartsJahrescharts (2000–2009) | Platzierung |
| ------------------------------ | ----------- |
| Vereinigte Staaten (Billboard) | 36          |

### Auszeichnungen für Musikverkäufe
| Land/Region                  | Auszeichnungen für Musikverkäufe (Land/Region, Auszeichnung, Verkäufe) | Verkäufe  |
| ---------------------------- | ---------------------------------------------------------------------- | --------- |
| Dänemark (IFPI)              | Gold                                                                   | 45.000    |
| Deutschland (BVMI)           | Gold                                                                   | 150.000   |
| Kanada (MC)                  | 3× Platin                                                              | 240.000   |
| Neuseeland (RMNZ)            | 4× Platin                                                              | 120.000   |
| Vereinigte Staaten (RIAA)    | 5× Platin (Digital) · + Platin (Mastertone)                            | 6.000.000 |
| Vereinigtes Königreich (BPI) | Platin                                                                 | 600.000   |
| Insgesamt                    | 1× Gold · 14× Platin ·                                                 | 7.155.000 |

Hauptartikel: Alicia Keys/Auszeichnungen für Musikverkäufe